# Жозеффи, София
София Жозеффи (настоящие имя и фамилия — София Львовна Липкина, в замужестве Жозеффи-Вахнянская; 1906—1997, США) — российская и советская артистка цирка и немого кино.

## Биография
София Жозеффи родилась в 1906 году в посаде Клинцы Суражского уезда Черниговской губернии в семье цирковых артистов Льва Исааковича и Лили Липкиных. Лев Исаакович Липкин (1872—1962) очень рано понял, что его призвание — цирк. Он взял себе псевдоним «Жозеффи» и будучи еще подростком выступал с силовыми акробатическими номерами в знаменитом в то время Цирке Беллини. В 80-х годах XIX века Лев Исаакович гастролировал по России.
Помимо Софии в семье Жозеффи-Липкиных было еще трое детей. Все они работали на манеже: Анна (1895 года рождения) — наездницей, Фаина (1897 года рождения) — эквилибристкой на проволоке, Семён (1910 года рождения) — гимнастом. Но именно София — силовая акробатка — принесла настоящую славу цирковому семейству. 
Жили они в Тифлисе, столице Грузии. Именно на арене тифлисского цирка появилась на арене и трехлетняя София. Она ходила по проволоке, участвовала в жонглерских композициях, акробатических пирамидах, клоунаде.
В цирке её заметил известный грузинский режиссёр Иван Перестиани и пригласил на роль Дуняши в фильме «Красные дьяволята» (1923), принесшей ей всесоюзную славу. Газеты того времени писали, что смелая и поразительно красивая С. Жозеффи, в роли Дуняши, воспринималась зрителями, как муза революции, ангел народного гнева и возмездия.
Софию стали приглашать и другие режиссёры. С 1923 по 1934 гг. С. Жозеффи сыграла ещё в десяти фильмах студии «Госкинпром», из которых наиболее значимыми были «Легенда о Девичьей башне», «Савур-могила» и В трясине
В начале 1930-х гг. София Жозеффи-Липкина вышла замуж за снимавшего её режиссёра Моисея Абрамовича Вахнянского (1899—1964), заслуженного деятеля искусств Грузинской ССР, режиссёра Тбилисского ТЮЗа, заведующего постановочной частью Магаданского музыкально-драматического театра. После распада СССР в 1992 году эмигрировала в США вместе с дочкой.
Умерла в 1997 году, похоронена в Хьюстоне, штат Техас.

## Фильмография
- 1923 — Красные дьяволята — Дуняша, сестра Миши — главная роль
- 1923 — Легенда о Девичьей башне — Джеваир / Гюльнар — главная роль
- 1924 — Пропавшие сокровища — Таня
- 1925 — Наездник из Уайльд-Веста — Жаннет, цирковая наездница
- 1926 — Савур-могила — Дуняша
- 1926 — Преступление княжны Ширванской — Дуняша
- 1926 — Наказание княжны Ширванской — Дуняша
- 1926 — Иллан Дилли — Дуняша
- 1926 — Ханума — дочь тайного советника
- 1927 — В трясине — Элен фон Боль
- 1931 — Настоящий кавказец — Софочка, жена кассира